# BB Ge 4/4 82
Bei der BB Ge 4/4 82 bzw. RhB Ge 4/4 182 handelt es sich um eine Schweizer Gleichstromlokomotive, die 1928 für die damals eigenständige Berninabahn gebaut wurde und nach der Übernahme der Strecke durch die Rhätische Bahn in deren Besitz wechselte. Aufgrund der äusserlichen Ähnlichkeit zu den als Krokodil-Lokomotiven bezeichneten Maschinen des Typs Ge 6/6 I der Rhätischen Bahn und Ce 6/8 II und III der Schweizerischen Bundesbahnen wird diese Maschine auch als das Krokodil der Berninabahn oder eben Bernina-Krokodil bezeichnet.

## Geschichte
Die Maschine wurde am 10. März 1928 an die Berninabahn (BB) ausgeliefert, um auf der schmalspurigen Strecke von St. Moritz über Pontresina, den Berninapass und Poschiavo nach Tirano in Italien zum Einsatz zu kommen. Dort erhielt sie die Betriebsnummer 82. Nach der Übernahme des eigenständigen Unternehmens durch die Rhätische Bahn (RhB) im Jahr 1944 ging auch die Lok zusammen mit dem restlichen BB-Fahrzeugen in deren Besitz über.
Die Lok wurde 1946 umgebaut; ihre Schneepflug-Vorbauten wurden in normale Vorbauten umgewandelt. Infolge der veränderten Gewichtsverteilung musste auch die ursprünglich exzentrisch angeordneten Drehzapfen in die Mitte der Drehgestelle versetzt werden. Dadurch wurde die Lok 2 t leichter und 40 cm kürzer. 1953 und 1962 wurde die Lok bei Unfällen schwer beschädigt aber jeweils wieder aufgebaut. Die Maschine wurde 1961 von 82 in 182 umnummeriert um den Bereich 51–99 für Traktoren frei zu machen. 1977 wurde die Lok ausrangiert und ging an das Verkehrshaus der Schweiz in Luzern, wo sie bei der Krokodil-Ausstellung präsentiert wurde und bis 1981 verblieb.
1984 wurde sie von einem französischen Privatmann, resp. dessen Firma, gekauft und auf einem Gleis der französischen Meterspurbahn St.Georges-de-Commiers – La-Mure (SGLM) abgestellt. Die SGLM hat die Lok – entgegen manchen Quellen – nicht übernommen. Nachdem die Firma der Privatperson in finanzielle Schwierigkeiten geraten war und der Zustand der im Freien abgestellten Lokomotive sich zusehends verschlechterte und der Abbruch drohte, war Handlung angesagt. Dies war ein schwieriges juristisches Unterfangen, da die Lok bereits in die Konkursmasse gefallen war. Dank dem engagierten Einsatz eines sachkundigen Franzosen (Eric Béttega) und dem Schweizer Patrick Belloncle, gelang es vor Ort, die Lok durch den Club 1889 – einem Bündner Eisenbahnclub – zu erwerben und durch seine Gruppierung Associazione 182 im Jahr 1999 zurück in die Schweiz zu transportieren, um sie nach einer Restaurierung als nostalgisches Fahrzeug wieder auf der Berninabahn einzusetzen. Die erste Probefahrt aus eigener Kraft fand nach der erfolgten Revision am 28. Mai 2010 statt. Seit Juni 2010 ist das Bernina-Krokodil offiziell wieder in Betrieb und wird für Museumssonderfahrten auf der Berninastrecke eingesetzt.